# 世にも奇妙な物語 秋の特別編 (2021年)
『世にも奇妙な物語 秋の特別編』（よにもきみょうなものがたりあきのとくべつへん）は、2021年11月6日（土曜日）21:00 - 23:10にフジテレビ系「土曜プレミアム」で放送の『世にも奇妙な物語』の特別編。

## スキップ

### あらすじ
ある日主人公は、未来にワープできる特殊な扉の鍵を手に入れる。その扉を自由自在に使いこなしていく主人公。しかしその代償は大きく、一度入ったら二度と戻って来られないというものだった。

### キャスト
- 大倉幹夫 - 赤楚衛二[1]（3歳時：瀬戸櫻大、6歳 - 8歳時：山田暖絆、11歳時：黒川想矢）
- 藤野彩花 - 堀未央奈
- アイツ - 坂口涼太郎
- 大倉和樹 - 栁俊太郎（8歳時：白髭善、11歳 - 13歳時：徳山凜響、16歳時：岡田佳大）
- 岩立淳 - 時任勇気
- 西岡隼人 - 野村祐希
- ヤクザの親分 - 三溝浩二
- 斎藤教授 - 武田晋
- 幹夫の祖母 - 吉田幸矢
- 幹夫の母 - 斉藤範子
- 幹夫の父 - 小作圭輔
- 看護師 - 乃上桃
- チンピラ - 坂本和基、東慶介
- 刑事 - 板倉光隆
- 先輩 - 武田亮汰、潔進
- 医師 - 西村誠治
- 野次馬 - 千年稔、松村清美
- 少女 - 松木日向子
- 奥居元雅

### スタッフ
- 脚本 - 井上テテ
- 編成企画 - 渡辺恒也、狩野雄太
- プロデュース - 中村亮太、関本純一
- 演出 - 松木創

## 優等生

### あらすじ
高校に通う主人公はある日、クラスで初の0点を取ってしまう。焦った彼女は道端で見かけた古びた神社で、一か八か神頼みをする。すると翌日、いきなり満点を獲得する。

### キャスト
- 宮本明日香 - 森七菜[1]
- 宮本慶介 - 奥平大兼
- 吉田義彦 - 倉悠貴
- 河本伸明 - オーイシマサヨシ
- 宮本昭雄 - 福澤重文
- 宮本弘子 - 楊原京子
- 本田浩二 - 近藤雄介
- アナウンサー - 矢田優季
- 男子生徒 - 藤井悠貴
- 女子生徒 - 犬嶋英沙、野村林可
- 生徒 - 8467、森脇梨々夏、早河ルカ、笹岡尚瑛、三島啓史、三輪涼太、中原弘貴

### スタッフ
- 脚本 - 坂本絵美
- 編成企画 - 渡辺恒也、狩野雄太
- プロデュース - 中村亮太、関本純一
- 演出 - 山内大典

## ふっかつのじゅもん

### あらすじ
主人公が息子とともに実家の片付けをしている際、ゲーム機と『ドラゴンクエストII 悪霊の神々』のソフトと、「ふっかつのじゅもん」と書かれた48文字のひらがなが書かれた紙片を見つける。息子がその「ふっかつのじゅもん」を入力し、ゲームをしているといつの間にか一人の小学生が現れる。

### キャスト
- 中岡賢一 - 桐谷健太[1]（小学生時：本多陽登）
- 中岡美紀 - 野波麻帆（小学生時：池田誉）
- 石村良介 - 石田星空
- 中岡祐樹 - 笹木祐良
- 住人 - 松山尚子
- 発見者 - 桐山浩一
- 高橋光

### スタッフ
- 脚本 - 畠山隼一
- 協力 - 株式会社 スクウェア・エニックス 「ドラゴンクエストII 悪霊の神々」「ドラゴンクエストIII そして伝説へ…」
- 編成企画 - 渡辺恒也、狩野雄太
- プロデュース - 中村亮太、関本純一
- 演出 - 石川淳一

## 金の卵

### あらすじ
主婦はある日、スーパーで買った卵に違和感を覚え、金色に光っていることに気づく。それからというもの、主婦には毎日のように幸運が訪れるようになる。

### キャスト
- 一ノ瀬亜美 - 山口紗弥加[1]
- 一ノ瀬克彰 - 長谷川朝晴
- 一ノ瀬夕子 - 小野莉奈
- 警官 - 加瀬信行、新田健太
- 田村文枝 - 柴山美保
- レポーター - 田中大貴
- アナウンサー - 神谷恵美里
- 少年の声 / 鶏の声 - 大平香奈
- 中田裕士

### スタッフ
- 脚本 - 三輪江一
- 編成企画 - 渡辺恒也、狩野雄太
- プロデュース - 中村亮太、関本純一
- 演出 - 山内大典